# A Frédi és Béni, avagy a két kőkorszaki szaki epizódjainak listája
Ez a lap a Frédi és Béni, avagy a két kőkorszaki szaki című sorozat epizódjainak listáját tartalmazza.

## Évados áttekintés
| Évad | Évad          | Epizódok      | Eredeti vetítés      | Eredeti vetítés   |
| Évad | Évad          | Epizódok      | Évadpremier          | Évadfinálé        |
| ---- | ------------- | ------------- | -------------------- | ----------------- |
|      | Bevezető rész | Bevezető rész | 1994. május 7.       | 1994. május 7.    |
|      | 1             | 28            | 1960. szeptember 30. | 1961. április 7.  |
|      | 2             | 32            | 1961. szeptember 15. | 1962. április 27. |
|      | 3             | 28            | 1962. szeptember 14. | 1963. április 5.  |
|      | 4             | 26            | 1963. szeptember 19. | 1964. március 12. |
|      | 5             | 26            | 1964. szeptember 17. | 1965. március 12. |
|      | 6             | 26            | 1965. szeptember 17. | 1966. április 1.  |

## Epizódok

### Bevezető rész
| Sorszám | Évad | Hivatalos magyar Eredeti angol cím | Eredeti vetítés |
| --- | ---- | ---------------------------------- | --------------- |
| P | P    | „Macskaköviék” “The Flagstones”    | 1994. május 7.  |
| Az eredetileg 1959-ben készült bevezető epizód a sorozat 90 másodperces demóváltozata, amit a lehetséges hirdetőknek mutattak be a készítők. Később, 1994. május 7-én a Cartoon Network is bemutatta, de rákerült a film VHS- és DVD-gyűjteményére is, így az 1. évad hazai DVD-kiadására is. |      |                                    |                 |

### 1. évad
| Sorszám | Évad | Hivatalos magyar Eredeti angol cím                                       | Magyar vetítés                             | Eredeti vetítés      |
| --- | ---- | ------------------------------------------------------------------------ | ------------------------------------------ | -------------------- |
| 1 | 1    | „Frédikopter” “The Flintstone Flyer”                                     | 1992. március (VHS) 2005. január 2. (TV2)  | 1960. szeptember 30. |
| |      |                                                                          |                                            |                      |
| 2 | 2    | „Frédi, az előadóbűvész” “Hot Lips Hannigan”                             | 1992. március (VHS) 2005. január 9. (TV2)  | 1960. október 7.     |
| |      |                                                                          |                                            |                      |
| 3 | 3    | „A szomszéd medencéje mindig mélyebb” “The Swimming Pool”                | 1992. március (VHS) 2005. január 16. (TV2) | 1960. október 14.    |
| |      |                                                                          |                                            |                      |
| 4 | 4    | „Behajtóstul a házba” “No Help Wanted”                                   | 1992. március (VHS) 2005. január 23. (TV2) | 1960. október 21.    |
| |      |                                                                          |                                            |                      |
| 5 | 5    | „Mikor a mogorva átment jómodorba” “The Split Personality”               | 2005. január 29.                           | 1960. október 28.    |
| |      |                                                                          |                                            |                      |
| 6 | 6    | „A szép svéd és a szörnyeteg” “The Monster from the Tar Pits”            | 2005. január 30.                           | 1960. november 4.    |
| |      |                                                                          |                                            |                      |
| 7 | 7    | „Frédi, Béni és a bébi” “The Babysitters”                                | 2005. február 5.                           | 1960. november 11.   |
| |      |                                                                          |                                            |                      |
| 8 | 8    | „Kutyaütők az ügetőn” “At the Races”                                     | 2005. február 6.                           | 1960. november 18.   |
| |      |                                                                          |                                            |                      |
| 9 | 9    | „Keresd fel a karátodat” “The Engagement Ring”                           | 2005. február 12.                          | 1960. november 25.   |
| |      |                                                                          |                                            |                      |
| 10 | 10   | „Sztártúra” “Hollyrock, Here I Come”                                     | 2005. február 13.                          | 1960. december 2.    |
| |      |                                                                          |                                            |                      |
| 11 | 11   | „Kupabajok” “The Golf Champion”                                          | 2005. február 19.                          | 1960. december 9.    |
| |      |                                                                          |                                            |                      |
| 12 | 12   | „Két jegyet egy csapásra” “The Sweepstakes”                              | 2005. február 20.                          | 1960. december 16.   |
| |      |                                                                          |                                            |                      |
| 13 | 13   | „Az élet étterme” “The Drive-in”                                         | 2005. február 26.                          | 1960. december 23.   |
| |      |                                                                          |                                            |                      |
| 14 | 14   | „Botor betörők” “The Prowler”                                            | 2005. február 27.                          | 1960. december 30.   |
| |      |                                                                          |                                            |                      |
| 15 | 15   | „Vidámparkolók” “The Girls' Night Out”                                   | 2005. március 5.                           | 1961. január 6.      |
| Irma és Vilma panaszkodik férjeiknek, amiért azok nem viszik őket szórakozni, ezért végül elmennek velük a vidámparkba. Ott Frédi egy lemezkészítőnél felénekel egy dalt, ami hatalmas sikert arat a tinik körében, ezért Frédi Hifi néven sztárrá válik, Béni pedig a menedzsere lesz. Frédi sikere azonban sok negatív körülménnyel jár a két lányra, akik igyekeznek népszerűtlenné tenné Frédit.      |      |                                                                          |                                            |                      |
| 16 | 16   | „Táncoló tűzoltók” “Arthur Quarry's Dance Class”                         | 2005. március 6.                           | 1961. január 13.     |
| Vilma jóvoltából a két család ingyen jegyeket szerez egy bálba, ám Frédi és Béni nem akarnak elmenni, mert szégyellik hogy nem tudnak táncolni. A tudásuk megszerzése érdekében a két férj beiratkozik egy éjszakai tánciskolába, az oda való eljárás elfedése végett pedig önkéntes tűzoltóknak állnak, ám feleségeik egy idő után gyanút fognak.                                                        |      |                                                                          |                                            |                      |
| 17 | 17   | „Ebül szerzett jószág és az ebből szerzett jóság” “The Big Bank Robbery” | 2005. március 12.                          | 1961. január 20.     |
| Két bűnöző sikeresen zsákmányol 86 ezer dollárt, ám menekülés közben kénytelenek kidobni az autóból a zsákot, ami így Frédihez kerül. Bénivel elindulnak visszavinni a pénzt, hogy megkapják az érte járó jutalmat, ám véletlenül azt hiszik, hogy ők voltak a betörők, ezért menekülni kényszerülnek. Szorult helyzetükből a nejeik próbálják kimenteni őket, akik csapdát állítanak a valódi rablóknak. |      |                                                                          |                                            |                      |
| 18 | 18   | „Vidor vadorzók” “The Snorkasaurus Hunter”                               | 2005. március 13.                          | 1961. január 27.     |
| Frédi sokallja a hentesnél a hús árát, ezért Bénivel, Vilmával és Irmával az erdőbe mennek kirándulni, ahol a két férj zsákmányra vadászhat. Ám a kirándulás sok nem várt gondot okoz, főleg egy különösen intelligens állat, a nóziszaurusz tekintetében. |      |                                                                          |                                            |                      |
| 19 | 19   | „Zongorás borzongás” “The Hot Piano”                                     | 2005. március 19.                          | 1961. február 3.     |
| Elérkezett Frédi és Vilma 10. házassági évfordulója, amire a férj nagy meglepetést tervez a nőnek: egy zongorát, amire Vilma gyermekkora óta vágyik. A boltban azonban drága a hangszer, de egy Guriga Jancsi nevű kétes figura sikeresen rásóz egyet. Frédi és Béni próbálják becsempészni az eszközt a házba sok nehézség árán, majd végül a rendőrséggel gyűlik meg a bajuk.                           |      |                                                                          |                                            |                      |
| 20 | 20   | „Delejes daliák” “The Hypnotist”                                         | 2005. március 20.                          | 1961. február 10.    |
| A TV-ben hódít egy Mesmo nevű hipnotizőr, akit látva Frédi is megpróbálkozik vele. A próbálkozás hatására azonban Béni véletlenül kutyának hiszi magát, amiből Frédi igyekszik visszahozni barátját. |      |                                                                          |                                            |                      |
| 21 | 21   | „Frédi, a fűzfapoéta” “Love Letters on the Rocks”                        | 2005. március 26.                          | 1961. február 17.    |
| Vilma a régi lomok közt megtalálja a Frédi által neki írt verseket, amikre a férfi nem emlékszik ezért azt hiszi, hogy a nejének udvarlója van. A dolgot tetézi Vilma titokzatoskodása, a nő ugyanis egy gravírozott karórát készít a férjének a szülinapjára, azonban ez csak tovább növeli Frédi gyanúját.                                                                                              |      |                                                                          |                                            |                      |
| 22 | 22   | „A mágnás, aki már más” “The Tycoon”                                     | 2005. március 27.                          | 1961. február 24.    |
| |      |                                                                          |                                            |                      |
| 23 | 23   | „Bakot lőtt bakák” “The Astra' Nuts”                                     | 2005. április 2.                           | 1961. március 3.     |
| |      |                                                                          |                                            |                      |
| 24 | 24   | „Ajándék szállóban ne nézd a fogást” “The Long, Long Weekend”            | 2005. április 3.                           | 1961. március 10.    |
| |      |                                                                          |                                            |                      |
| 25 | 25   | „Kváziasszonyok” “In the Dough”                                          | 2005. április 9.                           | 1961. március 17.    |
| |      |                                                                          |                                            |                      |
| 26 | 26   | „A félkész cserkész” “The Good Scout”                                    | 2005. április 10.                          | 1961. március 24.    |
| |      |                                                                          |                                            |                      |
| 27 | 27   | „Idegőrlő albérlő” “Rooms for Rent”                                      | 2005. április 16.                          | 1961. március 31.    |
| |      |                                                                          |                                            |                      |
| 28 | 28   | „Fogyókúra-tortúra” “Fred Flintstone: Before and After”                  | 2005. április 17.                          | 1961. április 7.     |
| |      |                                                                          |                                            |                      |

### 2. évad
| Sorszám | Évad | Hivatalos magyar Eredeti angol cím                      | Magyar vetítés                                   | Eredeti vetítés      |
| --- | ---- | ------------------------------------------------------- | ------------------------------------------------ | -------------------- |
| 29 | 1    | „A slágergyáros páros” “The Hit Songwriters”            | 2005. április 23.                                | 1961. szeptember 15. |
| |      |                                                         |                                                  |                      |
| 30 | 2    | „Sziúk és a fiúk” “Droop-Along Flintstone”              | 1970. május 2. (MTV) 2005. április 24. (TV2)     | 1961. szeptember 22. |
| |      |                                                         |                                                  |                      |
| 31 | 3    | „Hálátlan állásban” “The Missing Bus”                   | 2005. április 30.                                | 1961. szeptember 29. |
| |      |                                                         |                                                  |                      |
| 32 | 4    | „Alfréd Hitchkő bemutatja” “Alvin Brickrock Presents”   | 2005. május 1.                                   | 1961. október 6.     |
| |      |                                                         |                                                  |                      |
| 33 | 5    | „Frédi, a második Frigyes” “Fred Flintstone Woos Again” | 2005. május 7.                                   | 1961. október 13.    |
| |      |                                                         |                                                  |                      |
| 34 | 6    | „Tömb Iván, a bonviván” “The Rock Quarry Story”         | 2005. május 8.                                   | 1961. október 20.    |
| |      |                                                         |                                                  |                      |
| 35 | 7    | „Két hékás mint hekus” “The Soft Touchables”            | 1975. május 31. (MTV) 2005. május 14. (TV2)      | 1961. október 27.    |
| |      |                                                         |                                                  |                      |
| 36 | 8    | „Kovakövi, a kőbölcsész” “Flintstone of Prinstone”      | 2005. május 15.                                  | 1961. november 3.    |
| |      |                                                         |                                                  |                      |
| 37 | 9    | „Zug-zsuga” “The Little White Lie”                      | 1970. május 16. (MTV) 2005. május 21. (TV2)      | 1961. november 10.   |
| |      |                                                         |                                                  |                      |
| 38 | 10   | „Báli buli” “Social Climbers”                           | 1975. április 12. (MTV) 2005. május 22. (TV2)    | 1961. november 17.   |
| |      |                                                         |                                                  |                      |
| 39 | 11   | „Zűr a zsűriben” “The Beauty Contest”                   | 1969. december 25. (MTV) 2005. május 28. (TV2)   | 1961. december 1.    |
| |      |                                                         |                                                  |                      |
| 40 | 12   | „Jelmez, mely nem jövedelmez” “The Masquerade Ball”     | 1970. április 25. (MTV) 2005. május 29. (TV2)    | 1961. december 8.    |
| |      |                                                         |                                                  |                      |
| 41 | 13   | „A piknik” “The Picnic”                                 | 2005. június 4.                                  | 1961. december 15.   |
| |      |                                                         |                                                  |                      |
| 42 | 14   | „Egy lakásban egy rakásban” “The House Guest”           | 1969. december 31. (MTV) 2005. június 5. (TV2)   | 1961. december 22.   |
| |      |                                                         |                                                  |                      |
| 43 | 15   | „Csal a kancsal röntgenszem” “The X-Ray Story”          | 2005. június 11.                                 | 1961. december 29.   |
| |      |                                                         |                                                  |                      |
| 44 | 16   | „Frédi begolyózik” “The Gambler”                        | 2005. június 12.                                 | 1962. január 5.      |
| |      |                                                         |                                                  |                      |
| 45 | 17   | „Sztár születik” “A Star is Almost Born”                | 1971. december 12. (MTV) 2005. június 18. (TV2)  | 1962. január 12.     |
| |      |                                                         |                                                  |                      |
| 46 | 18   | „Dugi-buli” “The Entertainer”                           | 1970. május 9. (MTV) 2005. június 19. (TV2)      | 1962. január 19.     |
| |      |                                                         |                                                  |                      |
| 47 | 19   | „Vilma pénze volt, nincs” “Wilma's Vanishing Money”     | 2005. június 25.                                 | 1962. január 26.     |
| Frédinek elege lesz abból, hogy Vilma folyamatosan elkéri a pénze nagy részét, így mikor megtalálja az egészet a fiókban magához veszi és tekegolyót vesz belőle. Később kiderül, hogy Vilma a pénzt Frédi szülinapjára vette, ezért a férj vissza akarja valahogy rakni azt, ám ezt megnehezíti az ügyben nyomozó Arnold, a detektívtörténeteket néző kissrác.                                                                               |      |                                                         |                                                  |                      |
| 48 | 20   | „Örök harag” “Feudin’ and Fussin”                       | 2005. június 26.                                 | 1962. február 2.     |
| Frédi egy eset után lehülyézi Bénit, ami viszont annyira megbántja őt, hogy Frédi bocsánatát kéri. Frédi túl makacs ahhoz, hogy ezt megtegye, ám amikor Béniék el akarják adni a házukat mindent megtesz az üzletkötés megakadályozása érdekében |      |                                                         |                                                  |                      |
| 49 | 21   | „Nem kevés átverés” “Impractical Joker”                 | 2005. július 2.                                  | 1962. február 9.     |
| Béni megunja, hogy Frédi folyton átveri őt, ezért bosszúból ő is átveri: az általa nyert pénzt hamis pénznek állítja be, magát pedig pénzhamisítónak. Ám egy idő után kezd túlzásba menni, ezért Vilma és Irma mindkettőjüket meg akarja leckéztetni. |      |                                                         |                                                  |                      |
| 50 | 22   | „Mű-műtét” “Operation Barney”                           | 1970. május 23. (MTV) 2005. július 3. (TV2)      | 1962. február 16.    |
| Frédi és Béni munka helyett inkább a meccsre menne, ezért betegnek tettetik magukat. Emiatt azonban Béni kivizsgálásra kerül, a Frédi által kiötölt átverés pedig olyan jól sikerül, hogy Bénit kórházba szállítják, ahonnan legjobb barátjának kell kihoznia. |      |                                                         |                                                  |                      |
| 51 | 23   | „Haszon-asszony” “The Happy Household”                  | 1971. november 28. (MTV) 2005. július 9. (TV2)   | 1962. február 23.    |
| |      |                                                         |                                                  |                      |
| 52 | 24   | „Frédi mint mintaférj” “Fred Strikes Out”               | 1971. december 5. (MTV) 2005. július 10. (TV2)   | 1962. március 2.     |
| Vilma egy újság férjminősítő tesztjén negatív eredményt kap férjére, amiben érez igazságot, ezért minden erejével azon van, hogy férjét moziba rángassa annak évfordulóján, hogy megkérte a kezét. Frédi azonban a moziból néha kirohan a tekepályára, hogy megnyerje csapatuknak a bajnokságot, ám végül egy tekegolyó az ujjára szorul. Frédi igyekszik elérni, hogy Vilma ne jöjjön rá a dologra, míg Béni próbálja kiszabadítani a kezét. |      |                                                         |                                                  |                      |
| 53 | 25   | „Az életmentő jutalma” “This is Your Lifesaver”         | 2005. július 16.                                 | 1962. március 9.     |
| Frédi megmenti egy Linkőczy nevű férfi életét a hídnál, aki ezután Frédiékhez költözik. A fickó azonban átverte Frédit és elég nagy gondot okoz, ami miatt a férj próbálja eltávolítani az útból, amihez Vilma ad végül egy ötletet. |      |                                                         |                                                  |                      |
| 54 | 26   | „A ruganyos anyós” “Trouble-in-Law”                     | 1971. november 21. (MTV) 2005. július 17. (TV2)  | 1962. március 16.    |
| |      |                                                         |                                                  |                      |
| 55 | 27   | „A postás többször zörget” “The Mailman Cometh”         | 2005. július 23.                                 | 1962. március 23.    |
| |      |                                                         |                                                  |                      |
| 56 | 28   | „Palás Vegas-i vakáció” “The Rock Vegas Story”          | 2005. július 24.                                 | 1962. március 30.    |
| |      |                                                         |                                                  |                      |
| 57 | 29   | „Kvízi jártasság” “Divided We Sail”                     | 1971. december 19. (MTV) 2005. július 30. (TV2)  | 1962. április 6.     |
| |      |                                                         |                                                  |                      |
| 58 | 30   | „Kleptománia” “Kleptomaniac Caper”                      | 1975. május 10. (MTV) 2005. július 31. (TV2)     | 1962. április 13.    |
| Alternatív magyar cím: Kleptolvajmánia |      |                                                         |                                                  |                      |
| 59 | 31   | „Vilma féltékeny” “Latin Lover”                         | 1975. április 26. (MTV) 2005. augusztus 6. (TV2) | 1962. április 20.    |
| |      |                                                         |                                                  |                      |
| 60 | 32   | „Óriások meccse” “Take Me Out to the Ball Game”         | 2005. augusztus 7.                               | 1962. április 27.    |
| |      |                                                         |                                                  |                      |

### 3. évad
| Sorszám                                      | Évad | Hivatalos magyar Eredeti angol cím                                  | Magyar vetítés                                                        | Eredeti vetítés      |
| -------------------------------------------- | ---- | ------------------------------------------------------------------- | --------------------------------------------------------------------- | -------------------- |
| 61                                           | 1    | „Dínó Hollyrockba megy” “Dino Goes Hollyrock”                       | 1994. május 26. (VHS) 2005. augusztus 13. (TV2)                       | 1962. szeptember 14. |
| Alternatív magyar cím: Dínó, a tévésztár     |      |                                                                     |                                                                       |                      |
| 62                                           | 2    | „Szolgálati iszony” “Fred’s New Boss”                               | 1971. december 25. (MTV) 2005. augusztus 14. (TV2)                    | 1962. szeptember 21. |
|                                              |      |                                                                     |                                                                       |                      |
| 63                                           | 3    | „Varázs a garázsban” “Barney the Invisible”                         | 2005. augusztus 20.                                                   | 1962. szeptember 28. |
|                                              |      |                                                                     |                                                                       |                      |
| 64                                           | 4    | „Frédi, a teke-tökély” “Bowling Ballet”                             | 1975. június 7. (MTV) 2005. augusztus 21. (TV2)                       | 1962. október 5.     |
|                                              |      |                                                                     |                                                                       |                      |
| 65                                           | 5    | „A kőzenész” “The Twitch”                                           | 2005. augusztus 27.                                                   | 1962. október 12.    |
|                                              |      |                                                                     |                                                                       |                      |
| 66                                           | 6    | „Síparadicsom” “Here's Snow in Your Eyes”                           | 2005. augusztus 28.                                                   | 1962. október 19.    |
|                                              |      |                                                                     |                                                                       |                      |
| 67                                           | 7    | „Hiba az Ökör-kör körül” “The Buffalo Convention”                   | 1975. május 24. (MTV) 2005. szeptember 4. (TV2)                       | 1962. október 26.    |
|                                              |      |                                                                     |                                                                       |                      |
| 68                                           | 8    | „Arnoldkám, te hiányoztál” “The Little Stranger/The Little Visitor” | 1975. június 14. (MTV) 2005. szeptember 5. (TV2)                      | 1962. november 2.    |
| Alternatív magyar cím: Oszkár, te hiányoztál |      |                                                                     |                                                                       |                      |
| 69                                           | 9    | „A fecsegő kölcsön-csecsemő” “Baby Barney”                          | 1975. június 21. (MTV) 2005. szeptember 12. (TV2)                     | 1962. november 9.    |
|                                              |      |                                                                     |                                                                       |                      |
| 70                                           | 10   | „Hawaii-i kaland” “Hawaiian Escapade”                               | 2005. szeptember 18.                                                  | 1962. november 16.   |
|                                              |      |                                                                     |                                                                       |                      |
| 71                                           | 11   | „Hölgyek napja” “Ladies’ Day”                                       | 2005. szeptember 19.                                                  | 1962. november 23.   |
|                                              |      |                                                                     |                                                                       |                      |
| 72                                           | 12   | „A szorgos zápfogorvos” “Nuthin' But the Tooth”                     | 1975. április 19. (MTV) 2005. szeptember 25. (TV2)                    | 1962. november 30.   |
|                                              |      |                                                                     |                                                                       |                      |
| 73                                           | 13   | „Frédi iskolában, mint kiskorában” “High School Fred”               | 1974. október 5. (MTV) 2005. szeptember 26. (TV2)                     | 1962. december 7.    |
|                                              |      |                                                                     |                                                                       |                      |
| 74                                           | 14   | „Frédi a bőrét félti” “Dial 'S' for Suspicion”                      | 1975. május 3. (MTV) 2005. október 2. (TV2)                           | 1962. december 14.   |
|                                              |      |                                                                     |                                                                       |                      |
| 75                                           | 15   | „Ámokfutó fotózók” “Flash Gun Freddie”                              | 1975. március 31. (MTV) 2005. október 3. (TV2)                        | 1962. december 21.   |
|                                              |      |                                                                     |                                                                       |                      |
| 76                                           | 16   | „A kitörő betörő” “The Kissing Burglar”                             | 1974. december 15. (MTV) 2005. október 9. (TV2)                       | 1963. január 4.      |
|                                              |      |                                                                     |                                                                       |                      |
| 77                                           | 17   | „Vilma, a cseléd” “Wilma the Maid”                                  | 2005. október 10.                                                     | 1963. január 11.     |
|                                              |      |                                                                     |                                                                       |                      |
| 78                                           | 18   | „A hős” “The Hero”                                                  | 2005. október 16.                                                     | 1963. január 18.     |
|                                              |      |                                                                     |                                                                       |                      |
| 79                                           | 19   | „Dajka-kalamajka” “The Surprise”                                    | 1975. június 28. (MTV) 2005. október 17. (TV2)                        | 1963. január 25.     |
|                                              |      |                                                                     |                                                                       |                      |
| 80                                           | 20   | „Igyekvő vő” “Mother-in-Law's Visit”                                | 1975. július 12. (MTV) 2005. október 23. (TV2)                        | 1963. február 1.     |
|                                              |      |                                                                     |                                                                       |                      |
| 81                                           | 21   | „Dinamit nagymami” “Foxy Grandma”                                   | 2005. október 24.                                                     | 1963. február 8.     |
|                                              |      |                                                                     |                                                                       |                      |
| 82                                           | 22   | „Béremelés-kérelmezés” “Fred's New Job”                             | 1975. július 5. (MTV) 2005. október 30. (TV2)                         | 1963. február 15.    |
|                                              |      |                                                                     |                                                                       |                      |
| 83                                           | 23   | „A próbapapa” “The Dress Rehearsal/Blessed Event”                   | 1975. július 19. (MTV) 1994. szeptember (VHS) 2005. október 31. (TV2) | 1963. február 22.    |
| Alternatív magyar cím: Ruhapróba             |      |                                                                     |                                                                       |                      |
| 84                                           | 24   | „Frédi nővér” “Carry on, Nurse Fred”                                | 1977. augusztus 9. (MTV1) 2005. november 6. (TV2)                     | 1963. március 1.     |
|                                              |      |                                                                     |                                                                       |                      |
| 85                                           | 25   | „Béni, a hasbeszélő” “Ventriloquist Barney”                         | 1977. augusztus 23. (MTV1) 2005. november 7. (TV2)                    | 1963. március 8.     |
|                                              |      |                                                                     |                                                                       |                      |
| 86                                           | 26   | „Költözés a dombra” “The Big Move”                                  | 2005. november 13.                                                    | 1963. március 22.    |
|                                              |      |                                                                     |                                                                       |                      |
| 87                                           | 27   | „A svéd vendégek” “Swedish Visitors”                                | 2005. november 14.                                                    | 1963. március 29.    |
|                                              |      |                                                                     |                                                                       |                      |
| 88                                           | 28   | „Lába kelt az ünnepeltnek” “The Birthday Party”                     | 2005. november 20.                                                    | 1963. április 5.     |
|                                              |      |                                                                     |                                                                       |                      |

### 4. évad
| Sorszám                                   | Évad | Hivatalos magyar Eredeti angol cím                   | Magyar vetítés                                                           | Eredeti vetítés      |
| ----------------------------------------- | ---- | ---------------------------------------------------- | ------------------------------------------------------------------------ | -------------------- |
| 89                                        | 1    | „Márga Anna bemutatja” “Ann-Margrock Presents”       | 1978. február 26. (MTV1) 2005. november 21. (TV2)                        | 1963. szeptember 19. |
| Alternatív magyar cím: Hirtelen siker     |      |                                                      |                                                                          |                      |
| 90                                        | 2    | „Vő-jövő” “Groom Gloom”                              | 1977. október 20. (MTV1) 2005. november 27. (TV2)                        | 1963. szeptember 26. |
| Alternatív magyar cím: Ha jő a vő         |      |                                                      |                                                                          |                      |
| 91                                        | 3    | „Bumm-Bumm Benő” “Little Bamm Bamm”                  | 1977. szeptember 22. (MTV1) 2005. november 28. (TV2)                     | 1963. október 3.     |
| Alternatív magyar cím: A kis Benő         |      |                                                      |                                                                          |                      |
| 92                                        | 4    | „Dínó világgá megy” “Dino Disappears”                | 1977. szeptember 7. (MTV1) 1994. május 26. (VHS) 2005. december 3. (TV2) | 1963. október 10.    |
| Alternatív magyar cím: Dínó eltűnik       |      |                                                      |                                                                          |                      |
| 93                                        | 5    | „Majomparádé” “Fred's Monkeyshines”                  | 1977. december 1. (MTV1) 2005. december 4. (TV2)                         | 1963. október 17.    |
| Alternatív magyar cím: Frédi látomásai    |      |                                                      |                                                                          |                      |
| 94                                        | 6    | „A Kovakövi kanárik” “The Flintstone Canaries”       | 2005. december 10.                                                       | 1963. október 24.    |
|                                           |      |                                                      |                                                                          |                      |
| 95                                        | 7    | „Barát-ragasztó” “Glue for Two”                      | 2005. december 11.                                                       | 1963. október 31.    |
|                                           |      |                                                      |                                                                          |                      |
| 96                                        | 8    | „Nagymenő Frédi” “Big League Freddie”                | 1992. október (VHS) 2005. december 17. (TV2)                             | 1963. november 7.    |
| Alternatív magyar cím: Frédi az NB1-ben   |      |                                                      |                                                                          |                      |
| 97                                        | 9    | „Irma, az öreg hölgy” “Old Lady Betty”               | 2005. december 18.                                                       | 1963. november 14.   |
|                                           |      |                                                      |                                                                          |                      |
| 98                                        | 10   | „Aludj csak, édes Frédi!” “Sleep on Sweet Fred”      | 1977. november 17. (MTV1) 2006. január 7. (TV2)                          | 1963. november 21.   |
| Alternatív magyar cím: Aludj, édes Frédi! |      |                                                      |                                                                          |                      |
| 99                                        | 11   | „Enyveskezű Enikő” “Kleptomaniac Pebbles”            | 2006. január 8.                                                          | 1963. november 28.   |
|                                           |      |                                                      |                                                                          |                      |
| 100                                       | 12   | „Csinibababáj” “Daddy's Little Beauty”               | 1994. szeptember (VHS) 2006. január 14. (TV2)                            | 1963. december 5.    |
|                                           |      |                                                      |                                                                          |                      |
| 101                                       | 13   | „Apucik mentsvára” “Daddies Anonymous”               | 1977. december 29. (MTV1) 2006. január 15. (TV2)                         | 1963. december 12.   |
|                                           |      |                                                      |                                                                          |                      |
| 102                                       | 14   | „Kandi kamera” “Peek-a-Boo Camera”                   | 2006. január 21.                                                         | 1963. december 19.   |
|                                           |      |                                                      |                                                                          |                      |
| 103                                       | 15   | „Volt egyszer egy gyáva ember” “Once Upon a Coward”  | 2006. január 22.                                                         | 1963. december 26.   |
|                                           |      |                                                      |                                                                          |                      |
| 104                                       | 16   | „Tíz kicsi Kovakövi” “Ten Little Flintstones”        | 2006. január 28.                                                         | 1964. január 2.      |
|                                           |      |                                                      |                                                                          |                      |
| 105                                       | 17   | „Frédi, El Borzasztó” “Fred El Terrifico”            | 2006. január 29.                                                         | 1964. január 9.      |
|                                           |      |                                                      |                                                                          |                      |
| 106                                       | 18   | „Örökös viszály” “The Bedrock Hillbillies”           | 2006. február 4.                                                         | 1964. január 16.     |
|                                           |      |                                                      |                                                                          |                      |
| 107                                       | 19   | „Frédi és az oroszlán” “Flintstone and the Lion”     | 1978. január 26. (MTV1) 2006. február 5. (TV2)                           | 1964. január 23.     |
|                                           |      |                                                      |                                                                          |                      |
| 108                                       | 20   | „Őscserkészdzsembori” “Cave Scout Jamboree”          | 2006. február 11.                                                        | 1964. január 30.     |
|                                           |      |                                                      |                                                                          |                      |
| 109                                       | 21   | „Hely kettő számára” “Room for Two”                  | 1977. október 6. (MTV1) 2006. február 12. (TV2)                          | 1964. február 6.     |
|                                           |      |                                                      |                                                                          |                      |
| 110                                       | 22   | „Ökörköri körkép” “Ladies’ Night at the Lodge”       | 1981. május 16. (MTV1) 2006. február 18. (TV2)                           | 1964. február 13.    |
|                                           |      |                                                      |                                                                          |                      |
| 111                                       | 23   | „Tekercs-gubanc” “Reel Trouble”                      | 2006. február 19.                                                        | 1964. február 20.    |
|                                           |      |                                                      |                                                                          |                      |
| 112                                       | 24   | „Kődzilla fia” “Son of Rockzilla”                    | 2006. február 25.                                                        | 1964. február 27.    |
|                                           |      |                                                      |                                                                          |                      |
| 113                                       | 25   | „Cseles csalás” “Bachelor Daze”                      | 1982. július 8. (MTV1) 2006. február 26. (TV2)                           | 1964. március 5.     |
|                                           |      |                                                      |                                                                          |                      |
| 114                                       | 26   | „Frédi, a deli háztartásbeli” “Operation Switchover” | 1981. június 13. (MTV1) 2006. március 4. (TV2)                           | 1964. március 12.    |
|                                           |      |                                                      |                                                                          |                      |

### 5. évad
| Sorszám | Évad | Hivatalos magyar Eredeti angol cím                              | Magyar vetítés                                   | Eredeti vetítés      |
| --- | ---- | --------------------------------------------------------------- | ------------------------------------------------ | -------------------- |
| 115 | 1    | „Élet- és állattársak” “Hop Happy”                              | 1981. január 24. (MTV1) 2006. március 5. (TV2)   | 1964. szeptember 17. |
| Béni látva, hogy Benőke milyen jól szórakozik Dinóval úgy döntenek Irmával, hogy maguknak is szereznek a háziállatot. A családba be is költözik Hopi, az őskenguru, akivel Frédi nincs túl jó viszonyban, de minden megváltozik, mikor egy szakadéknál csapdába kerülnek.                                                                                    |      |                                                                 |                                                  |                      |
| 116 | 2    | „Bébi Frédi” “Monster Fred”                                     | 2006. március 11.                                | 1964. szeptember 24. |
| Frédi a tekepályán beverte a fejét, emiatt babának hiszi magát. Béni az este nagy részét azzal tölti, hogy orvost keres aki barátját rendbehozza, így akad rá Dr. Frankősteinre, aki viszont testcserét hajt végre rajtuk. |      |                                                                 |                                                  |                      |
| 117 | 3    | „Ici-pici Frédi” “Itty Bitty Fred”                              | 1981. április 11. (MTV1) 2006. március 12. (TV2) | 1964. október 1.     |
| Frédi egy testsúlycsökkentő szert kotyvaszt a garázsában, ám a végül a szer hatására összetöpörödik. A szer bizonyos időn belül felszívódik a szervezetéből, ám addig Bénivel ki akarják ezt használni, ezért hasbeszélő műsorszámot próbálnak előadni egy műsorban.                                                                                         |      |                                                                 |                                                  |                      |
| 118 | 4    | „Zülletésnap” “Pebbles’ Birthday Party”                         | 2006. március 18.                                | 1964. október 8.     |
| Frédi két adag szervezői feladatnak is elébe néz: Enikő első születésnapja mellett neki kell összehoznia az Ökörkör éves zülletésnapi rendezvényét is. Ezt Bénivel meg is teszi egy rendezvényszervezői bolt segítségével, ám a szervező összekeveri a két ünnepség címét, ezzel nagy galibát okozva.                                                        |      |                                                                 |                                                  |                      |
| 119 | 5    | „Lóden Oszkár, a rodeósztár” “Bedrock Rodeo Round-Up”           | 2006. március 19.                                | 1964. október 10.    |
| A városba érkezik Lóden Oszkár, a világhírű rodeósztár, aki nem mellesleg Vilma gyerekkori jóbarátja. Oszkár bámulatos mutatványaival belopja magát Enikő szívébe, a féltékennyé vált Frédi emiatt maga is kipróbálja magát a rodeóműsorban. |      |                                                                 |                                                  |                      |
| 120 | 6    | „Hamukőpipő” “Cinderellastone”                                  | 2006. március 25.                                | 1964. október 22.    |
| Frédi főnöke, Kőkobaki úr nagy bált szervez, ahova a munkásait is meghívja, közülük akarja kiválasztani az új munkavezetőt - ám Frédi nem kap meghívót. Ám a Hamukőpipő olvasása után megjelenik neki egy tündérkeresztanya, aki varázslatával Frédiből egy előkelő úriembert varázsol a bálra, ám éjfélig sietnie kell, ugyanis akkor véget ér a varázslat. |      |                                                                 |                                                  |                      |
| 121 | 7    | „Kísértet-kísérlet” “A Haunted House is Not a Home”             | 2006. március 26.                                | 1964. október 29.    |
| |      |                                                                 |                                                  |                      |
| 122 | 8    | „Dr. Rettegi” “Dr. Sinister”                                    | 2006. április 1.                                 | 1964. november 5.    |
| |      |                                                                 |                                                  |                      |
| 123 | 9    | „Borzadályék” “The Gruesomes”                                   | 2006. április 2.                                 | 1964. november 12.   |
| |      |                                                                 |                                                  |                      |
| 124 | 10   | „Szépség csata-csetepaté” “The Most Beautiful Baby in Bedrock”  | 1981. március 21. (MTV1) 2006. április 8. (TV2)  | 1964. november 19.   |
| |      |                                                                 |                                                  |                      |
| 125 | 11   | „Dínó és Júlia” “Dino and Juliet”                               | 1994. május 26. (VHS) 2006. április 9. (TV2)     | 1964. november 26.   |
| |      |                                                                 |                                                  |                      |
| 126 | 12   | „Ki nem király” “King for a Night”                              | 2006. április 15.                                | 1964. december 3.    |
| |      |                                                                 |                                                  |                      |
| 127 | 13   | „Fréni kocsi” “Indianrockolis 500”                              | 2006. április 16.                                | 1964. december 10.   |
| Béni épít egy versenyautót, amivel Frédivel közösen benevez egy versenyre, az ott nyerhető összeggel pedig a gyermekeik egyetemi költségeire spórolnának. Azonban a verseny nem úgy alakul, ahogy eltervezték, amit a versenyre kilátogató Kőkobaki is tetéz.                                                                                                |      |                                                                 |                                                  |                      |
| 128 | 14   | „Koca-pecások” “Adobe Dick”                                     | 2006. április 22.                                | 1964. december 17.   |
| Frédi és Béni horgászni indulnak az Ökörkörrel, ám egy kis csónakkal végül különválnak a csapattól. Így akadnak össze a hatalmas bálnával, Amőba Dickkel, akitől igyekeznek minél messzebbre kerülni. |      |                                                                 |                                                  |                      |
| 129 | 15   | „Kovakövi karácsony” “Christmas Flintstone”                     | 1993. december 16. (VHS) 2006. április 23. (TV2) | 1964. december 25.   |
| Frédi részmunkaidős állást vállal egy áruházban Télapóként Karácsonykör, hogy az ajándékokra elég pénzt összegyűjtsön. Nagy sikere is van - akkora, hogy mikor az igazi Télapó lebetegszik neki kell őt helyettesítenie. Alternatív magyar címek: Frédi, a télapó és Flintstone-ék, a karácsony megmentői                                                    |      |                                                                 |                                                  |                      |
| 130 | 16   | „Égibuli-légisuli” “Fred's Flying Lesson”                       | 2006. április 29.                                | 1965. január 1.      |
| Frédi az Ökörkör tomboláján nyert egy repüléstanfolyamon való részvételt, amit fel is használ, hogy ezután pilótává váljon. Ám mikor Bénivel elindulnak az utolsó repülésre nem várt akadályok elé kerülnek. |      |                                                                 |                                                  |                      |
| 131 | 17   | „Frédi pótjárgányt vesz” “Fred's Second Car”                    | 2006. április 30.                                | 1965. január 8.      |
| Frédinek elege lesz, hogy ha a feleségek dolgot intéznek akkor a kocsikat is igénybe veszi, ezért Bénivel beszereznek egy pótjárgányt. Ám a járgány a rendőrségi átverésen szerzik, a kocsiban pedig lopott ékszer lehet eldugva, ami miatt egy rablóbanda kezdi üldözni őket.                                                                               |      |                                                                 |                                                  |                      |
| 132 | 18   | „Az időgép” “The Time Machine”                                  | 2006. május 6.                                   | 1965. január 15.     |
| A két család kiruccan a városukba érkező világkiállításra, és míg gyermekeiket beadják egy bölcsődébe, ők tovább szemlélik a helyet. Egy idő múlva ráakadnak egy tudósra, aki egy működő időgépet próbáltat ki velük, amivel Frédiék különböző korokba kerülnek át.                                                                                          |      |                                                                 |                                                  |                      |
| 133 | 19   | „Kőkalap és Borzadály” “The Hatrocks and the Gruesomes”         | 2006. május 7.                                   | 1965. január 22.     |
| Frédi egykori ellensége, a Kőkalap család békét kötve érkezik Alapkőre, hogy a világkiállítást megtekintse, ez idő alatt pedig Frédiéknél laknak. Ezt nem sokáig bírja a család, ezért megpróbálják elűzni őket, amihez a szörnyszülött szomszédok, a Borzadály család segítségét kérik.                                                                     |      |                                                                 |                                                  |                      |
| 134 | 20   | „Toronyházmester” “Moonlight and Maintenance”                   | 2006. május 13.                                  | 1965. január 29.     |
| Frédi megunja a kertvárosi lakásban lévő életet, ezért másodállásban toronyházmesternek megy, amihez ingyen lakást is biztosítanak. Azonban az állás nem olyan könnyű, mint hitte, ráadásul a kőfejtőben lévő főnöke, Kőkobaki is odaköltözik, aki elől titkolni kényszerül a másodállását.                                                                  |      |                                                                 |                                                  |                      |
| 135 | 21   | „Lövöldözős őshős” “Sheriff for a Day”                          | 2006. május 14.                                  | 1965. február 5.     |
| Frédiék épp urán után kutatnak, amikor lerobbannak egy vadnyugati kisváros közelében. A város seriffje Frédi régi jó barátja, aki ki is nevezi őt egy napra seriffé, Bénit pedig a helyettesévé teszi. Ám a két fickó nem sejti, hogy ezt azért tették meg, mert három gazfickó érkezik a városba, hogy leszámoljanak a seriffel.                            |      |                                                                 |                                                  |                      |
| 136 | 22   | „Tinószauruszok” “Deep in the Heart of Texarock”                | 2006. május 20.                                  | 1965. február 12.    |
| Frédiék látogatást tesznek Taxakőbe Frédi gazdag nagybácsijához, Stexhez, akinek tinószauruszait egy rablóbanda fosztogatja. Frédi és Béni akaratuk ellenére besegítenek neki tinónak öltözve, ám a banditák őket is magukkal ragadják. |      |                                                                 |                                                  |                      |
| 137 | 23   | „Bűnös átverés, amiért nem jár hátverés” “The Rolls Rock Caper” | 2006. május 21.                                  | 1965. február 19.    |
| Frédi és Béni épp fagyiért ment ki boltba, amikor is visszafelé belebotlottak Bazalt Bélába, a gazdag magánnyomozóba. Bazalt akaratuk ellenére a segédjévé teszi őket, a hármas pedig egy bűnügy megoldásán ügyködik. |      |                                                                 |                                                  |                      |
| 138 | 24   | „Szuperszaki” “Superstone”                                      | 2006. május 27.                                  | 1965. február 26.    |
| A televíziós hőst, Szuperszakit játszó színész egy jobb szerep miatt otthagyja a karaktert, a helyére pedig Frédi választják be. Azonban két bűnöző a Szuperszaki jelmezben ellopják a hős élő előadásainak bevételeit, a rablással pedig Frédit vádolják, akinek Béni segítségével tisztára kell mosnia a nevét.                                            |      |                                                                 |                                                  |                      |
| 139 | 25   | „Frédi és herkureccs” “Fred Meets Hercurock”                    | 2006. május 28.                                  | 1965. március 5.     |
| |      |                                                                 |                                                  |                      |
| 140 | 26   | „Szörfrédi” “Surfin' Fred”                                      | 1992. október (VHS) 2006. június 3. (TV2)        | 1965. március 12.    |
| Alternatív magyar cím: Frédi, a szörffőnök |      |                                                                 |                                                  |                      |

### 6. évad
| Sorszám | Évad | Hivatalos magyar Eredeti angol cím                                                                        | Magyar vetítés      | Eredeti vetítés      |
| ------- | ---- | --- | ------------------- | -------------------- |
| 141     | 1    | „A csemete sztárgyár okozta kár” “No Biz Like Show Biz”                                                   | 2006. június 4.     | 1965. szeptember 17. |
|         |      | |                     |                      |
| 142     | 2    | „Anyós a háznál, öröm a háznál” “The House That Fred Built”                                               | 2006. június 10.    | 1965. szeptember 24. |
|         |      | |                     |                      |
| 143     | 3    | „Tony Körtíz, a szívzűzó színész színre lép” “The Return of Stony Curtis”                                 | 2006. június 11.    | 1965. október 1.     |
|         |      | |                     |                      |
| 144     | 4    | „Csend legyen a tárgyalóteremben!” “Disorder in the Court”                                                | 2006. június 17.    | 1965. október 8.     |
|         |      | |                     |                      |
| 145     | 5    | „Cirkuszi ramazuri” “Circus Business”                                                                     | 2006. június 18.    | 1965. október 15.    |
|         |      | |                     |                      |
| 146     | 6    | „Samantha, a boszorka” “Samantha”                                                                         | 2006. június 24.    | 1965. október 22.    |
|         |      | |                     |                      |
| 147     | 7    | „Terülj, terülj” “The Great Gazoo”                                                                        | 2006. június 25.    | 1965. október 29.    |
|         |      | |                     |                      |
| 148     | 8    | „Álomszuszék szomszéd” “Rip Van Flintstone”                                                               | 2006. július 1.     | 1965. november 5.    |
|         |      | |                     |                      |
| 149     | 9    | „A kőszőlő sütöde fejedelme” “The Gravelberry Pie King”                                                   | 2006. július 2.     | 1965. november 12.   |
|         |      | |                     |                      |
| 150     | 10   | „A kőujjú kő rosszfiú” “The Stonefinger Caper”                                                            | 2006. július 8.     | 1965. november 19.   |
|         |      | |                     |                      |
| 151     | 11   | „Jelmezbál” “The Masquerade Party”                                                                        | 2006. július 9.     | 1965. november 26.   |
|         |      | |                     |                      |
| 152     | 12   | „Sztárlábszár csontok” “Shinrock A Go-Go”                                                                 | 2006. július 15.    | 1965. december 3.    |
|         |      | |                     |                      |
| 153     | 13   | „Elveszett, majd meglett herceg” “Royal Rubble”                                                           | 2006. július 16.    | 1965. december 10.   |
|         |      | |                     |                      |
| 154     | 14   | „Kettős látás” “Seeing Doubles”                                                                           | 2006. július 22.    | 1965. december 17.   |
|         |      | |                     |                      |
| 155     | 15   | „Nemek harca? Remek! Avagy mégis ki a gyerek?” “How to Pick a Fight with Your Wife Without Really Trying” | 2006. július 23.    | 1966. január 7.      |
|         |      | |                     |                      |
| 156     | 16   | „Frédi néhány óráig emberszabású majommá válik” “Fred Goes Ape”                                           | 2006. július 29.    | 1966. január 14.     |
|         |      | |                     |                      |
| 157     | 17   | „Egy hosszú, hosszú, hosszú hétvége” “The Long, Long, Long Weekend”                                       | 2006. július 30.    | 1966. január 21.     |
|         |      | |                     |                      |
| 158     | 18   | „Ketten dínóháton” “Two Men on a Dinosaur”                                                                | 2006. augusztus 5.  | 1966. február 4.     |
|         |      | |                     |                      |
| 159     | 19   | „A Sierra Őrültkő kincse” “The Treasure of Sierra Madrock”                                                | 2006. augusztus 6.  | 1966. február 11.    |
|         |      | |                     |                      |
| 160     | 20   | „Rómeó-rom és Júlia orom” “Curtain Call at Bedrock”                                                       | 2006. augusztus 12. | 1966. február 18.    |
|         |      | |                     |                      |
| 161     | 21   | „Főnöki örömök” “Boss for a Day”                                                                          | 2006. augusztus 13. | 1966. február 25.    |
|         |      | |                     |                      |
| 162     | 22   | „Frédi szigete” “Fred's Island”                                                                           | 2006. augusztus 19. | 1966. március 4.     |
|         |      | |                     |                      |
| 163     | 23   | „Féltékenység” “Jealousy”                                                                                 | 2006. augusztus 26. | 1966. március 11.    |
|         |      | |                     |                      |
| 164     | 24   | „Trafóka” “Dripper”                                                                                       | 2006. augusztus 27. | 1966. március 18.    |
|         |      | |                     |                      |
| 165     | 25   | „My Fair Frédi” “My Fair Freddy”                                                                          | 2006. szeptember 2. | 1966. március 25.    |
|         |      | |                     |                      |
| 166     | 26   | „Kovakövi nagypapa naplója” “The Story of Rocky's Raiders”                                                | 2006. szeptember 3. | 1966. április 1.     |
|         |      | |                     |                      |

## Epizódlista az MTV eredeti vetítésében
Magyarországon először az MTV 1969. december 25. és 1982. július 8. között vetítette a sorozat epizódjait öt szakaszban, változó rendszerességgel és az eredeti amerikaitól eltérő sorrendben.
| Sorszám | Évad | Epizód | Magyar cím                                       | Eredeti cím                              | MTV vetítés                  | Gyakoriság |
| ------- | ---- | ------ | ------------------------------------------------ | ---------------------------------------- | ---------------------------- | ---------- |
| 1.      | 2    | 11     | Zűr a zsűriben                                   | The Beauty Contest                       | 1969. december 25. (csüt.)   | (–)        |
| 2.      | 2    | 14     | Egy lakásban egy rakásban                        | The House Guest                          | 1969. december 31. (csüt.)   | 1 hét      |
| 3.      | 2    | 12     | Jelmez, mely nem jövedelmez                      | The Masquerade Ball                      | 1970. április 25. (vas.)     | 15 hét     |
| 4.      | 2    | 2      | Sziúk és a fiúk                                  | Droop-Along Flintstone                   | 1970. május 2. (szom.)       | 2,5 hét    |
| 5.      | 2    | 18     | Dugi-buli                                        | The Entertainer                          | 1970. május 9. (szom.)       | 1 hét      |
| 6.      | 2    | 9      | Zug-zsuga                                        | The Little White Lie                     | 1970. május 16. (szom.)      | 1 hét      |
| 7.      | 2    | 22     | Mű-műtét                                         | Operation Barney                         | 1970. május 23. (szom.)      | 1 hét      |
| 8.      | 2    | 26     | A ruganyos anyós                                 | Trouble-in-Law                           | 1971. november 21. (vas.)    | (1,5 év)   |
| 9.      | 2    | 23     | Haszon-asszony                                   | The Happy Household                      | 1971. november 28. (vas.)    | 1 hét      |
| 10.     | 2    | 24     | Frédi mint mintaférj                             | Fred Strikes Out                         | 1971. december 5. (vas.)     | 1 hét      |
| 11.     | 2    | 17     | Sztár születik                                   | A Star is Almost Born                    | 1971. december 12. (vas.)    | 1 hét      |
| 12.     | 2    | 29     | Kvízi jártasság                                  | Divided We Sail                          | 1971. december 19. (vas.)    | 1 hét      |
| 13.     | 3    | 2      | Szolgálati iszony                                | Fred's New Boss                          | 1971. december 25. (szom.)   | 1 hét      |
| 14.     | 3    | 13     | Frédi iskolában, mint kiskorában                 | High School Fred                         | 1974. október 5. (szom.)     | (2,8 év)   |
| 15.     | 3    | 16     | A kitörő betörő                                  | The Kissing Burglar                      | 1974. december 15. (vas.)    | 10 hét     |
| 16.     | 3    | 15     | Ámokfutó fotózók                                 | Flashgun Freddie                         | 1975. március 31. (hétfő)    | 15 hét     |
| 17.     | 2    | 10     | Báli buli                                        | Social Climbers                          | 1975. április 12. (szom.)    | 1,7 hét    |
| 18.     | 3    | 12     | A szorgos zápfogorvos                            | Nuthin' But the Tooth                    | 1975. április 19. (szom.)    | 1 hét      |
| 19.     | 2    | 31     | Vilma féltékeny                                  | Latin Lover                              | 1975. április 26. (szom.)    | 1 hét      |
| 20.     | 3    | 14     | Frédi a bőrét félti                              | Dial 'S' for Suspicion                   | 1975. május 3. (szom.)       | 1 hét      |
| 21.     | 2    | 30     | Kleptolvajmánia (Kleptománia)                    | Kleptomaniac Caper                       | 1975. május 10. (szom.)      | 1 hét      |
| 22.     | 3    | 7      | Hiba az Ökör-kör körül                           | The Buffalo Convention                   | 1975. május 24. (szom.)      | 2 hét      |
| 23.     | 2    | 7      | Két hékás mint hekus                             | The Soft Touchables                      | 1975. május 31. (szom.)      | 1 hét      |
| 24.     | 3    | 4      | Frédi, a teke-tökély                             | Bowling Ballet                           | 1975. június 7. (szom.)      | 1 hét      |
| 25.     | 3    | 8      | Oszkár, te hiányoztál (Arnoldkám, te hiányoztál) | The Little Stranger (The Little Visitor) | 1975. június 14. (szom.)     | 1 hét      |
| 26.     | 3    | 9      | A fecsegő kölcsön-csecsemő                       | Baby Barney                              | 1975. június 21. (szom.)     | 1 hét      |
| 27.     | 3    | 19     | Dajka kalamajka                                  | The Surprise                             | 1975. június 28. (szom.)     | 1 hét      |
| 28.     | 3    | 22     | Béremelés-kérelmezés                             | Fred’s New Job                           | 1975. július 5. (szom.)      | 1 hét      |
| 29.     | 3    | 20     | Igyekvő vő                                       | Mother-in-Law's Visit                    | 1975. július 12. (szom.)     | 1 hét      |
| 30.     | 3    | 23     | A próbapapa                                      | The Dress Rehearsal (Blessed Event)      | 1975. július 19. (szom.)     | 1 hét      |
| 31.     | 3    | 24     | Frédi nővér                                      | Carry on, Nurse Fred                     | 1977. augusztus 9. (kedd)    | (2,1 év)   |
| 32.     | 3    | 25     | Béni, a hasbeszélő                               | Ventriloquist Barney                     | 1977. augusztus 23. (kedd)   | 2 hét      |
| 33.     | 4    | 4      | Dínó eltűnik (Dínó világgá megy)                 | Dino Disappears                          | 1977. szeptember 7. (szerda) | 2 hét      |
| 34.     | 4    | 3      | A kis Benő (Bumm-Bumm Benő)                      | Little Bamm Bamm                         | 1977. szeptember 22. (csüt.) | 2 hét      |
| 35.     | 4    | 21     | Hely kettő számára                               | Room for Two                             | 1977. október 6. (csüt.)     | 2 hét      |
| 36.     | 4    | 2      | Ha jő a vő (Vő-jövő)                             | Groom Gloom                              | 1977. október 20. (csüt.)    | 2 hét      |
| 37.     | 4    | 10     | Aludj, édes Frédi! (Aludj csak, édes Frédi!)     | Sleep on Sweet Fred                      | 1977. november 17. (csüt.)   | 4 hét      |
| 38.     | 4    | 5      | Frédi látomásai (Majomparádé)                    | Fred's Monkeyshines                      | 1977. december 1. (csüt.)    | 10 hét     |
| 39.     | 4    | 13     | Apucik mentsvára                                 | Daddies Anonymous                        | 1977. december 29. (csüt.)   | 4 hét      |
| 40.     | 4    | 19     | Frédi és az oroszlán                             | Flintstone and the Lion                  | 1978. január 26. (csüt.)     | 4 hét      |
| 41.     | 4    | 1      | Hirtelen siker (Márga Anna bemutatja)            | Ann-Margrock Presents                    | 1978. február 26. (vas.)     | 4,4 hét    |
| 42.     | 5    | 1      | Élet- és állattársak                             | Hop Happy                                | 1981. január 24. (vas.)      | (2.9 év)   |
| 43.     | 5    | 10     | Szépség csata-csetepaté                          | The Most Beautiful Baby in Bedrock       | 1981. március 21. (szom.)    | 8 hét      |
| 44.     | 5    | 3      | Ici-pici Frédi                                   | Itty Bitty Fred                          | 1981. április 11. (szom.)    | 3 hét      |
| 45.     | 4    | 22     | Ökörköri körkép                                  | Ladies' Night at the Lodge               | 1981. május 16. (szom.)      | 5 hét      |
| 46.     | 4    | 26     | Frédi, a deli háztartásbeli                      | Operation Switchover                     | 1981. június 13. (szom.)     | 4 hét      |
| 47.     | 4    | 25     | Cseles csalás                                    | Bachelor Daze                            | 1982. július 8. (csüt.)      | 3,6 hét    |

Megjegyzések [m n]:
1. ↑  Az előző epizód vetítése óta eltelt idő.
2. ↑  1. szakasz: 1969. december 25. – 1970. május 23. (7 epizód, 4,9 hónap)
3. ↑  2. szakasz: 1971. november 21. – 1971. december 25. (6 epizód, 1,1 hónap)
4. ↑  3. szakasz: 1974. október 5. – 1975. július 19. (17 epizód, 9,4 hónap)
5. ↑  4. szakasz: 1977. augusztus 9. – 1978. február 26. (11 epizód, 6,6 hónap). Az MTV-nek ekkor már két csatornája volt, az epizódokat innentől az MTV1-en vetítették.
6. ↑  5. szakasz: 1981. január 24. – 1982. július 8. (6 epizód, 17,4 hónap), (MTV1)